# Irena Bohuss-Hellerowa
Irena Bohus-Hellerowa (ur. 1878, zm. 10 czerwca 1926 w Warszawie) – polska śpiewaczka operowa i aktorka dramatyczna.

## Życiorys
Pochodziła ze spolszczonej rodziny węgierskiej. W roku 1895 ukończyła Konserwatorium we Lwowie w klasie śpiewu i w tym samym roku zadebiutowała na scenie Teatru Miejskiego we Lwowie w partii Siebla w Fauście Charles'a Gounoda. Śpiewała sopranem. Występowała na scenach operowych Lwowa, Warszawy i Pragi. W 1900 roku wyjechała do Mediolanu, gdzie kontynuowała naukę śpiewania. 
11 października 1902 roku we Lwowie wzięła ślub z Ludwikiem Hellerem. W 1905 roku wystąpiła w ramach zorganizowanego przez męża sezonu operowego w Teatro Lirico w Mediolanie.
Od 1916 roku mieszkała w Wiedniu. gdzie udzielała lekcji śpiewu. W 1920 roku przeprowadziła się do Warszawy i pracowała tam jako aktorka dramatyczna na scenach Komedii, Bagateli i Reduty. 10 lutego 1925 roku w Filharmonii Warszawskiej odbyła się uroczystość jubileuszu jej pracy artystycznej. Po zakończeniu kariery artystycznej prowadziła dom mody.
Popełniła samobójstwo. Pozostawiła po sobie Pamiętniki.

## Wybrane role

### W Teatrze Lwowskim[1]
- Bal w operze jako Aniela
- Gejsza jako Mimoza
- Orfeusz w piekle jako Eurdyka
- Córka pułku jako Maria
- Sprzedana narzeczona jako Marynka
- Lohengrin jako Elza

### W Warszawskich Teatrach Rządowych[1]
- Jaś i Małgosia jako Jaś
- Cyganeria jako Mimi

#### W Teatrze Wielkim w Warszawie[1]
- Eugeniusz Oniegin jako Tatiana
- Pajace jako Nedda

### W Convent Garden w Londynie[1]
- Don Pasquale jako Norina
- Andrea Chenier jako Magdalena

### W Teatrze Komedia w Warszawie[1]
- Wilkołak jako Księżna